# Freixianda
Freixianda é uma vila portuguesa que foi sede da extinta Freguesia de Freixianda do Município de Ourém, na antiga província da Beira Litoral, e inserida na região do Centro (Região das Beiras) e sub-região do Médio Tejo, freguesia que tinha 30,16 km² de área e 2 474 habitantes (2011), tendo, então, uma densidade populacional de 82 hab/km².
A Freguesia de Freixianda foi extinta em 2013, no âmbito de uma reforma administrativa nacional, tendo sido agregada às freguesias de Ribeira do Fárrio e Formigais para formar uma nova freguesia denominada União das Freguesias de Freixianda, Ribeira do Fárrio e Formigais.
Antes, em 1995, a povoação de Freixianda foi elevada à categoria de vila.
No Município de Ourém, a Freguesia de Freixianda fazia fronteira com as freguesias de Casal dos Bernardos, Formigais, Ribeira do Fárrio e Rio de Couros. Do lado nascente, fazia fronteira com a freguesia da Pelmá do Município de Alvaiázere. E pelo norte fazia fronteira com a freguesia de Abiul do Município de Pombal.

## População
| População da freguesia de Freixianda | População da freguesia de Freixianda | População da freguesia de Freixianda | População da freguesia de Freixianda | População da freguesia de Freixianda | População da freguesia de Freixianda | População da freguesia de Freixianda | População da freguesia de Freixianda | População da freguesia de Freixianda | População da freguesia de Freixianda | População da freguesia de Freixianda | População da freguesia de Freixianda | População da freguesia de Freixianda | População da freguesia de Freixianda | População da freguesia de Freixianda |
| ------------------------------------ | ------------------------------------ | ------------------------------------ | ------------------------------------ | ------------------------------------ | ------------------------------------ | ------------------------------------ | ------------------------------------ | ------------------------------------ | ------------------------------------ | ------------------------------------ | ------------------------------------ | ------------------------------------ | ------------------------------------ | ------------------------------------ |
| 1864                                 | 1878                                 | 1890                                 | 1900                                 | 1911                                 | 1920                                 | 1930                                 | 1940                                 | 1950                                 | 1960                                 | 1970                                 | 1981                                 | 1991                                 | 2001                                 | 2011                                 |
| 2 505                                | 2 854                                | 3 415                                | 3 599                                | 4 275                                | 4 677                                | 5 000                                | 6 337                                | 7 225                                | 7 219                                | 4 710                                | 4 198                                | 2 638                                | 2 792                                | 2 474                                |

Com lugares desta freguesia foi criada em  1964 a freguesia de Casal dos Bernardos e em 1989 a freguesia de Ribeira do Fárrio
| Distribuição da População por Grupos Etários | Distribuição da População por Grupos Etários | Distribuição da População por Grupos Etários | Distribuição da População por Grupos Etários | Distribuição da População por Grupos Etários | Distribuição da População por Grupos Etários | Distribuição da População por Grupos Etários | Distribuição da População por Grupos Etários | Distribuição da População por Grupos Etários | Distribuição da População por Grupos Etários |
| -------------------------------------------- | -------------------------------------------- | -------------------------------------------- | -------------------------------------------- | -------------------------------------------- | -------------------------------------------- | -------------------------------------------- | -------------------------------------------- | -------------------------------------------- | -------------------------------------------- |
| Ano                                          | 0-14 Anos                                    | 15-24 Anos                                   | 25-64 Anos                                   | > 65 Anos                                    |                                              | 0-14 Anos                                    | 15-24 Anos                                   | 25-64 Anos                                   | > 65 Anos                                    |
| 2001                                         | 453                                          | 359                                          | 1 299                                        | 681                                          |                                              | 16,2%                                        | 12,9%                                        | 46,5%                                        | 24,4%                                        |
| 2011                                         | 323                                          | 310                                          | 1 167                                        | 674                                          |                                              | 13,1%                                        | 12,5%                                        | 47,2%                                        | 27,2%                                        |

Média do País no censo de 2001:  0/14 Anos-16,0%; 15/24 Anos-14,3%; 25/64 Anos-53,4%; 65 e mais Anos-16,4%
Média do País no censo de 2011:   0/14 Anos-14,9%; 15/24 Anos-10,9%; 25/64 Anos-55,2%; 65 e mais Anos-19,0%

## História
A Freixianda é referida pela primeira vez num documento medieval de 1159, por D. Gilberto, bispo de Lisboa, com a forma Fraxineta. Nesse documento não se refere a uma povoação, mas a um rio, que corresponde ao actual Nabão. O texto indica os limites territoriais do castelo de Ceras, na perspectiva do referido bispo. No que diz respeito à Freixianda, diz, em tradução, "passa pela ribeira da Murta (Rego da Murta) conforme desce para a (ribeira da) Freixianda e daí vem ao Porto de Tomar que é na estrada de Coimbra que vai para Santarém". Nesta passagem do texto, Tomar tem de ser tomado no seu significado Medieval, o Rio Tomar, que era a designação de parte do actual Rio Nabão. O referido Porto de Tomar corresponde a uma passagem desse rio, provavelmente entre Formigais e a Sandoeira, da freguesia de Rio de Couros.
A primeira vez que é mencionada a igreja das Freixiandas é em 1304, na nomeação do clérigo Domingos Peres. Em 28 de Março de 1376 foi nomeado João Afonso para a igreja da Freixianda. (Cristino 1982)
Em 1445, a instituição da Colegiada de Ourém, por vontade de D. Afonso, 4.º Conde de Ourém, 1.º Marquês de Valença, determinou a extinção o priorado das Freixiandas. (Couseiro 213-215)
A partir do seu território original foram criadas, ao longo dos séculos, novas freguesias. Assim, em 1729 foi desanexada a freguesia de Rio de Couros. A 18 de Abril de 1964, através do Decreto-Lei n° 45669 foi criada a freguesia do Casal dos Bernardos. Por fim, em 1989, surgiu a freguesia da Ribeira do Fárrio.
Em 1995, pela Lei nº 55/95 de 30 de Agosto, a sede da freguesia foi elevada a vila.
Na vila da Freixianda funciona desde 1991 a Escola de Ensino Básico 2,3.

## Lugares
Na freguesia da Freixianda, onde o povoamento é bastante disperso, contavam-se várias dezenas de lugares habitados, de que se destacam:
- Abades
- Aldeia de Santa Teresa
- Arneiro
- Avanteira
- Besteiros
- Casal do Pinheiro
- Casal da Sobreira
- Charneca
- Cumeada
- Fárrio
- Fonte Fria
- Freixianda (vila)
- Granja
- Junqueira
- Lagoa de Santa Catarina
- Lagoa do Grou
- Malaguarda
- Parcerias
- Perucha
- Porto do Carro
- Póvoa
- Ramalheira
- São Jorge
- Vale do Carro
- Várzea do Bispo
- Vale da Meda

Do ponto de vista religioso, além da igreja matriz, há capelas de maior ou menor dimensão nos lugares de Avanteira, Charneca, Cumeada, Perucha, Ramalheira e São Jorge.